# Twist in My Sobriety
Twist in My Sobriety è un singolo della cantautrice britannica Tanita Tikaram, pubblicato il 10 ottobre 1988 come secondo estratto dal primo album in studio Ancient Heart.

## Descrizione
La prima strofa, "All God's children need traveling shoes", è il titolo di un libro della scrittrice Maya Angelou. Questo brano ha avuto successo non solo in Europa, ma anche negli Stati Uniti e in Australia. Notevole per un brano pop l'uso dell'oboe, suonato da Malcolm Messiter, presente sia nel ritornello che in assolo. Nonostante la grande promozione, il singolo si è classificato al 22º posto nella UK Singles Chart nel Regno Unito e al 25º posto nella Modern Rock Tracks negli Stati Uniti.

## Video musicale
Il videoclip, diretto da Gerard de Thame in color seppia e girato sull'Altiplano Plateau in Bolivia, mostra varie location tra cui un edificio abbandonato, un aereo e una chiesa. Nel filmato compare la stessa Tikaram.

## Tracce
Vinile 7" EU e UK
1. Twist in My Sobriety (edit) – 3:53
2. Friends – 2:16

Vinile 12" EU e UK
1. Twist in My Sobriety (full length version) – 4:50
2. Friends – 2:16
3. For All These Years – 5:13

CD singolo EU
1. Twist in My Sobriety (edit) – 3:53
2. Friends – 2:16
3. The Kill In Your Heart – 3:43
4. For All These Years – 5:13

## Formazione

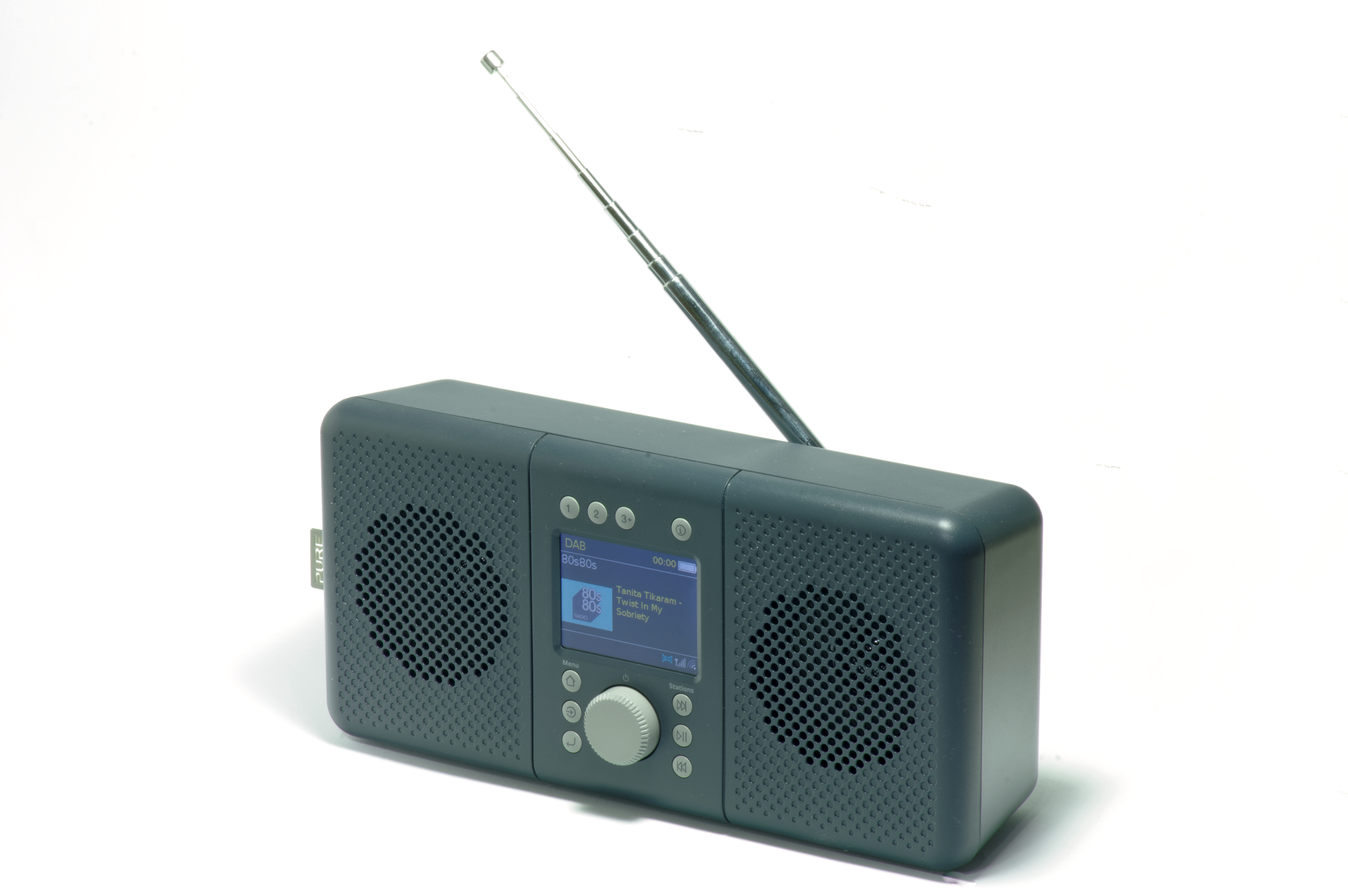
Twist in My Sobriety su DAB+

Hanno partecipato alle registrazioni, secondo le note dell'album:
- Tanita Tikaram – voce
- Rod Argent – tastiere
- Peter Van Hooke – batteria
- Malcolm Messiter – oboe

## Classifiche
| Classifica (1988-89)            | Posizione massima |
| ------------------------------- | ----------------- |
| Australia (ARIA)                | 23                |
| Stati Uniti (Alternative Songs) | 25                |
| Regno Unito (Singles Charts)    | 22                |
| Germania (GFK)                  | 2                 |
| Francia (SNEP)                  | 6                 |
| Olanda (Singles Chart)          | 26                |